# Liste der Naturdenkmale in Sayda
Die Liste der Naturdenkmale in Sayda nennt die Naturdenkmale in Sayda im sächsischen Landkreis Mittelsachsen.

## Definition
„Naturdenkmäler sind rechtsverbindlich festgesetzte Einzelschöpfungen der Natur oder entsprechende Flächen bis zu fünf Hektar, deren besonderer Schutz erforderlich ist
1. aus wissenschaftlichen, naturgeschichtlichen oder landeskundlichen Gründen oder
2. wegen ihrer Seltenheit, Eigenart oder Schönheit.“

„§ 18 – Naturdenkmäler – (zu § 28 BNatSchG)
(1) Die Erklärung nach § 22 Abs. 1 BNatSchG von Teilen von Natur und Landschaft als Naturdenkmal erfolgt durch Rechtsverordnung oder Einzelanordnung.
(2) Über § 28 Abs. 1 BNatSchG hinaus können Naturdenkmäler zur Sicherung von Lebensgemeinschaften oder Lebensstätten von im Bestand gefährdeten oder streng geschützten Arten festgesetzt werden.“

## Naturdenkmale
Link zu einem Kartenansichtstool, um Koordinaten zu setzen.
| Bild | Bezeichnung        | Lage                                           | Beschreibung | Datum      | Nummer  |
| ---- | ------------------ | ---------------------------------------------- | ------------ | ---------- | ------- |
| BW   | Schwemmteiche      | Mortelgrund (50° 41′ 45,3″ N, 13° 26′ 54,5″ O) | FND          | 11.06.1997 | fg: 054 |
| BW   | Schwemmteichwiesen | Mortelgrund (50° 41′ 37,1″ N, 13° 26′ 43,6″ O) | FND          | 11.06.1997 | fg: 055 |
| BW   | Forsthauswiesen    | Teichstadt (50° 43′ 14,4″ N, 13° 24′ 25,8″ O)  | FND          | 28.08.1986 | fg: 085 |

## Ehemalige Naturdenkmale
Link zu einem Kartenansichtstool, um Koordinaten zu setzen.
| Bild                                    | Bezeichnung            | Lage                             | Beschreibung                                                                | Datum            | Nummer |
| --------------------------------------- | ---------------------- | -------------------------------- | --------------------------------------------------------------------------- | ---------------- | ------ |
| Direkt Bild zu diesem Denkmal hochladen | Hof-Ulme in Ullersdorf | Ullersdorf Olbernhauer Str. 9 () | Berg-Ulme Der Baum wurde 2009 gefällt, da er durch einen Pilz befallen war. | 8. Dezember 2005 | ND 048 |